# Anna Kendrick
Anna Kendrick, ameriška gledališka, televizijska in filmska igralka, * 9. avgust 1985, Portland, Maine, Združene države Amerike.
Najbolje je prepoznavna kot Natalie Keener iz filma V zraku iz leta 2009 in kot Jessica Stanley iz filmov iz serije Somrak. Njeni ostali projekti vključujejo filme Camp (2003) in Rocket Science (2007), Scott Pilgrim proti vsem (2010), 50/50 (2011) ter Broadwayski muzikal High Society (1998). Nominirana je bila za nagrade, kot so tony, Drama Desk, Screen Actors Guild, BAFTA, zlati globus, Independent Spirit in oskar.

## Kariera

### 1998–2007: Začetek
Anna Kendrick je zanimanje za igranje pokazala že pri desetih letih. Od takrat naprej so njeni starši njo in njenega brata vse iz Portlanda, Maine vozili v New York na razne avdicije. Njena prva igralska vloga je bila vloga Dinah v Broadwayjevem muzikalu High Society, ki jo je dobila avgusta 1998 v starosti dvanajstih let. Za svoje delo v tem muzikalu si je prislužila nominacije za nagrade Theatre World Award, Drama Desk Award in nagrado tony. Je tretja najmlajša igralka, kar jih je kdaj bilo nominiranih za nagrado Tony, takoj za takrat desetletnim Frankiejem Michaelsom in takrat enajstletno Daisy Eagan, ki sta nagrado kasneje tudi dobila.
Za tem je dobila še nekaj manjših vlog na Broadwayju, vključno z muzikalom Mala nočna glasba, ki ga je izvedla še preden je leta 2003 posnela svoj prvi film, komični muzikal Camp, za katerega je leta 2004 prejela nominacijo za nagrado Chlotrudis Award v kategoriji za »najboljšo stransko igralko« in nominacijo za nagrado Independent Spirit Award v kategoriji za »najboljši debitanski nastop.« V filmu je upodobila Fritzi Wagner.

### 2007 - danes: SerijaSomrakinV zraku
Leta 2007 je Anna Kendrick posnela svoj naslednji film, Rocket Science, v katerem je upodobila Ginny Ryerson, učenko, ki je članica debatnega kluba. Kljub temu, da je sama kasneje povedala, da se ji je vloga zdela zastrašujoča in zahtevna po tem, ko si je ogledala debatno tekmovanje med šolami, je s strani kritikov prejela pohvale in bila še istega leta nominirana za nagrado Independent Spirit Award v kategoriji za »najboljšo stransko igralko«.
Pozno leta 2007 je odšla na avdicijo za Jessice Stanley za film Somrak, posnetem po istoimenskem romanu pisateljice Stephenie Meyer. Avdicijo naj bi imela z mešanimi igralci, vendar je v času, ko je avdicija potekala, zbolela in se je ni morala udeležiti; kakorkoli že, udeležila se je poznejših avdicij in nazadnje vlogo tudi dobila. Scenaristka Melissa Rosenberg je dejala, da sta bili knjižna lika Jessica Stanley in Lauren Mallory v filmu združeni v eno samo osebo.
Anna Kendrick je Jessico Stanley ponovno upodobila v nadaljevanju filma Somrak, Mlada luna (2009). Za svoj nastop v filmu je bila skupaj z igralsko zasedbo nagrajena z nagrado Teen Choice Award.
Njeno petje v gledališču ji je prislužilo priložnost za igranje v njenem naslednjem projektu, kjer je imela vlogo dekleta iz zadnjega letnika srednje šole, ki je vpletena v šolski muzikal, v filmu The Marc Pease Experience iz leta 2009. V filmu sta poleg nje zaigrala tudi Jason Schwartzman in Ben Stiller.
Pojavila se je v filmu iz leta 2009, Elsewhere, s katerim je dobila svojo prvo glavno vlogo; upodobila je dekle, katere najboljša prijateljica (upodobila jo je Tania Raymonde) je pogrešana. Zaigrala je tudi v filmu režiserja Jasona Reitmana, V zraku poleg Georgea Clooneyja in Vere Farmiga iz leta 2009, ki je temeljil na noveli Walterja Kirna istega imena iz leta 2001. Njena upodobitev Natalie v filmu V zraku ji je prislužila nagrado National Board of Review Award v kategoriji za »najboljšo stransko igralko« in nominacije za nagrade zlati globus, Screen Actors Guild in Academy Award.
S svojo vlogo Jessice Stanley je Anna Kendrick nadaljevala tudi leta 2010, ko je lik upodobila v filmu Mrk, nadaljevanju prvih dveh filmov. Scenaristka filma, Melissa Rosenberg, ji je dodelila tudi del, kjer je moral njen lik ob koncu šolanja napisati in predstaviti govor, kar ni bil del knjige. Leta 2010 se je pojavila v filmski upodobitvi stripa Edgarja Wrighta Scott Pilgrim, naslovljeni kot Scott Pilgrim proti vsem. V filmu poleg nje igrata tudi Michael Cera in Mary Elizabeth Winstead. V njem ima Anna Kendrick vlogo Stacey Pilgrim, sestre glavnega lika.
Leta 2010 se je pojavila v videospotu pesmi »Pow Pow« glasbene skupine LCD Soundsystem, kjer je zaigrala »žensko, ki zbira duše pokvarjenih mož.« Oktobra 2010 se je Anna Kendrick udeležila podelitve nagrad Top Glamour Awards v Mehiki, kjer je prejela nagrado v kategoriji za »najboljšo mednarodno igralko.«
Leta 2011 je Anna Kendrick zaigrala v romantični komediji 50/50 ob Josephu Gordonu Levittu, svoji soigralki iz filma Mrk, Bryce Dallas Howard, in Sethu Rogenu. Jessico Stanley bo upodobila tudi v filmih Jutranja zarja - 1. del (2011) in Jutranja zarja - 2. del (2012).
Potrdila je tudi, da se bo leta 2012 pojavila v filmu Johna Francisa Daleyja, Rapturepalooza, in da so jo izbrali za igranje v filmu The Archivist, ki ga bo režirala Robin Wright, pa tudi, da bo zaigrala v animiranem filmu ParaNorman.

## Zasebno življenje
Anna Kendrick se je rodila v Portlandu, Maine, Združene države Amerike, kot drugi otrok v družini. Ima starejšega brata, Michaela Cooka Kendricka, ki je zaigral v filmu Looking for an Echo. Šolala se je na osnovni šoli Longfellow ter srednjih šolah Lincoln in Deering v Portlandu. Kasneje se je šolala na kolidžu Bates. Pravi, da so njeni vzorniki Amy Poehler, Parker Posey in Molly Shannon.
Od leta 2010 dalje je v zvezi z režiserjem Edgarjem Wrightom, ki ga je spoznala med snemanjem filma Scott Pilgrim proti vsem.

## Filmografija

### Filmi
| Leto | Film                                 | Vloga           | Ostalo    |
| ---- | ------------------------------------ | --------------- | --------- |
| 2003 | Camp                                 | Fritzi Wagner   |           |
| 2007 | Rocket Science                       | Ginny Ryerson   |           |
| 2008 | Somrak                               | Jessica Stanley |           |
| 2009 | Elsewhere                            | Sarah           |           |
| 2009 | The Marc Pease Experience            | Meg Brickman    |           |
| 2009 | Mlada luna                           | Jessica Stanley |           |
| 2009 | V zraku                              | Natalie         |           |
| 2010 | Scott Pilgrim proti vsem             | Stacey Pilgrim  |           |
| 2010 | Mrk                                  | Jessica Stanley |           |
| 2010 | Live With It                         | Katie           |           |
| 2011 | Jutranja zarja - 1. del              | Jessica Stanley |           |
| 2011 | 50/50                                | Katie           |           |
| 2012 | End of Watch                         | Janet           |           |
| 2012 | Rapturepalooza                       |                 |           |
| 2012 | ParaNorman                           | Courtney        | Samo glas |
| 2012 | Jutranja zarja - 2. del              | Jessica Stanley |           |
| 2012 | What to Expect When You're Expecting | Rosie           |           |
| 2012 | Pitch Perfect                        | Beca            |           |

### Televizija
| Leto | Film           | Vloga              | Ostalo                        |
| ---- | -------------- | ------------------ | ----------------------------- |
| 2003 | The Mayor      | Sadie Winterhalter | TV serija                     |
| 2007 | Viva Laughlin  | Holly              | Epizoda: »What a Whale Wants« |
| 2009 | Prvinski strah | Shelby             | Epizoda: »The Spirit Box«     |

### Oder
| Leto | Film              | Vloga      | Ostalo                                                  |
| ---- | ----------------- | ---------- | ------------------------------------------------------- |
| 1998 | High Society      | Dinah Lord | Gledališče St. James (27. april 1998 - 30. avgust 1998) |
| 2003 | Mala nočna glasba | Frederika  | Opera New York City                                     |

### Videospot
| Leto | Naslov    | Glasbenik       |
| ---- | --------- | --------------- |
| 2010 | »Pow Pow« | LCD Soundsystem |

## Nagrade in nominacije
| Leto | Nagrada                                               | Kategorija                                         | Delo                     | Osvojila? |
| ---- | ----------------------------------------------------- | -------------------------------------------------- | ------------------------ | --------- |
| 1998 | Theatre World Award                                   | Igralka v muzikalu                                 | High Society             | Da        |
| 1998 | Tony                                                  | Najboljša igralka v muzikalu                       | High Society             | Ne        |
| 1998 | Drama Desk Award                                      | Izstopajoča igralka v muzikalu                     | High Society             | Ne        |
| 2004 | Chlotrudis Award                                      | Najboljša stranska igralka                         | Camp                     | Ne        |
| 2004 | Independent Spirit Award                              | Najljubši debitanski nastop                        | Camp                     | Ne        |
| 2007 | Independent Spirit Award                              | Najboljša stranska igralka                         | Rocket Science           | Ne        |
| 2009 | Houston Film Critics Society Award                    | Najboljša stranska igralka                         | V zraku                  | Da        |
| 2009 | Austin Film Critics Association Award                 | Najboljša stranska igralka                         | V zraku                  | Da        |
| 2009 | Toronto Film Critics Association Award                | Najboljša stranska igralka                         | V zraku                  | Da        |
| 2009 | National Board of Review Award                        | Najboljša stranska igralka                         | V zraku                  | Da        |
| 2009 | Broadcast Film Critics Association Award              | Najboljša stranska igralka                         | V zraku                  | Ne        |
| 2009 | Detroit Film Critics Society Award                    | Najboljša stranska igralka                         | V zraku                  | Ne        |
| 2009 | Los Angeles Film Critics Association Award            | Najboljša stranska igralka                         | V zraku                  | Ne        |
| 2009 | Satellite Award                                       | Najboljša stranska igralka                         | V zraku                  | Ne        |
| 2009 | Chicago Film Critics Association Award                | Najboljša stranska igralka                         | V zraku                  | Ne        |
| 2009 | Washington D.C. Area Film Critics Association Award   | Najboljša stranska igralka                         | V zraku                  | Ne        |
| 2009 | Washington D.C. Area Film Critics Association Award   | Najljubši prebojni nastop                          | V zraku                  | Ne        |
| 2009 | MTV Movie Award                                       | Najboljši prebojni nastop                          | V zraku                  | Da        |
| 2009 | Posebna nagrada revije Glamour                        | Nagrada za žensko leta                             | /                        | Da        |
| 2009 | North Texas Film Critics Association Award            | Najboljša stranska igralka                         | V zraku                  | Da        |
| 2010 | Screen Actors Guild Award                             | Izstopajoči nastop ženske igralke v stranski vlogi | V zraku                  | Ne        |
| 2010 | Zlati globus                                          | Najboljša stranska igralka - Film                  | V zraku                  | Ne        |
| 2010 | BAFTA Award                                           | Najboljša stranska igralka                         | V zraku                  | Ne        |
| 2010 | Oskar                                                 | Najboljši nastop igralke v stranski vlogi          | V zraku                  | Ne        |
| 2010 | Empire Award                                          | Najboljša novinka                                  | Somrak in V zraku        | Ne        |
| 2010 | Critics Choice Award                                  | Najboljša stranska igralka                         | V zraku                  | Ne        |
| 2010 | Audience Award                                        | Najboljša mednarodna igralka                       | V zraku                  | Ne        |
| 2010 | Online Film Critics Society Award                     | Najboljša stranska igralka                         | V zraku                  | Ne        |
| 2010 | Nagrada mednarodnega filmskega festivala Palm Springs | Nagrada vzhajajoče zvezde                          | V zraku                  | Da        |
| 2010 | People's Choice Award                                 | Najljubši preboj filmske igralke                   | V zraku                  | Ne        |
| 2010 | Dallas-Fort Worth Film Critics Association Award      | Najboljša stranska igralka                         | V zraku                  | Ne        |
| 2010 | Denver Film Critics Award                             | Najboljša stranska igralka                         | V zraku                  | Ne        |
| 2010 | Denver Film Critics Award                             | Najboljša igralska zasedba                         | V zraku                  | Ne        |
| 2010 | Detroit Film Critics Award                            | Najboljša stranska igralka                         | V zraku                  | Ne        |
| 2010 | Detroit Film Critics Award                            | Najboljši prebojni nastop                          | V zraku                  | Ne        |
| 2010 | Irish Film and Television Academy Award               | Najboljša mednarodna igralka                       | V zraku                  | Ne        |
| 2010 | New York Film Critics Circle Award                    | Najboljša stranska igralka                         | V zraku                  | Ne        |
| 2010 | Southeastern Film Critics Association Award           | Najboljša stranska igralka                         | V zraku                  | Ne        |
| 2010 | St. Louis Gateway Film Critics Association Award      | Najboljša stranska igralka                         | V zraku                  | Ne        |
| 2010 | Teen Choice Award                                     | Najboljša ženska kradljivka prizora                | V zraku in Mlada luna    | Ne        |
| 2010 | Utah Film Critics Association Award                   | Izstopajoči nastop v stranski vlogi                | V zraku                  | Ne        |
| 2010 | Vancouver Film Critics Circle Award                   | Najboljša stranska igralka                         | V zraku                  | Ne        |
| 2011 | Detroit Film Critics Society Award                    | Najboljši nastop igralske zasedbe                  | Scott Pilgrim proti vsem | Ne        |